# Aphonopelma armada
Aphonopelma armada är en spindelart som först beskrevs av Chamberlin 1940.  Aphonopelma armada ingår i släktet Aphonopelma och familjen fågelspindlar. Inga underarter finns listade i Catalogue of Life.